# Premio Luchetta
Il premio Luchetta è un riconoscimento giornalistico internazionale, istituito nel 2004 dalla Fondazione Luchetta Ota D’Angelo Hrovatin.

## Le origini
Il 28 gennaio 1994, in un cortile della zona orientale di Mostar, una troupe della sede Rai di Trieste, impegnata nella realizzazione di uno speciale per il TG1, fu colpita da una granata croata. Morirono il giornalista Marco Luchetta, il tecnico Alessandro Ota ed il cameraman Dario D'Angelo. Nemmeno due mesi più tardi, il 20 marzo 1994, l'operatore triestino Miran Hrovatin fu assassinato assieme alla giornalista Ilaria Alpi a Mogadiscio, in Somalia.
Per ricordare i quattro inviati nacque a Trieste un comitato spontaneo di parenti, amici e colleghi che, in collaborazione con l'ospedale infantile Burlo Garofolo, progettò la realizzazione di un centro di prima accoglienza per bambini vittime della guerra in Jugoslavia ed i loro familiari. Entro la fine dell'anno, il comitato si riorganizzò nella Fondazione Marco Luchetta, Alessandro Ota, Dario D'Angelo e Miran Hrovatin per i bambini vittime della guerra, riconosciuta come ente morale il 19 settembre 1997. Nella primavera del 1998 fu inaugurato un primo centro di accoglienza in via Velussi, a Trieste, in un edificio di proprietà della Provincia di Trieste, cui seguì nel 2005 un secondo centro in via Rossetti. Tra le centinaia di bambini e genitori provenienti da zone di guerra assistiti dalla fondazione ci fu anche Zlatko, il bambino che Marco Luchetta e i suoi colleghi stavano filmando nel cortile, salvato dallo schermo costituito dai corpi degli italiani.

## Il premio
Nel 2004, a dieci anni dalla morte dei quattro giornalisti, la Fondazione istituì, in collaborazione con la RAI, sotto l'alto patronato della Presidenza della Repubblica e con il patrocinio del Ministero delle comunicazioni, il premio giornalistico internazionale Marco Luchetta.
Il premio intende essere un omaggio al modo di svolgere la professione giornalistica e agli ideali che la Fondazione e i colleghi RAI ritengono abbiano animato il lavoro dei quattro inviati: i valori della solidarietà tra i popoli, il rispetto delle diversità etniche e politiche, la convivenza pacifica e la soluzione dei conflitti attraverso il dialogo nonché, soprattutto, l'opera di sensibilizzazione in favore e a tutela dei bambini vittime di ogni forma di violenza.
Le cinque sezioni principali del premio includono:
- Premio Marco Luchetta riservato ai giornalisti della televisione europea;
- Premio Marco Luchetta riservato ai giornalisti della carta stampata nazionale;
- Premio Alessandro Ota, riservato ai telecineoperatori e ai reportage;
- Premio Dario D'Angelo, riservato ai giornalisti della carta stampata europei, non italiani;
- Premio Miran Hrovatin, riservato ai fotoreporter per la migliore fotografia;

A cui si aggiungono:
- Premio Speciale, conferito a personalità distintesi nella diffusione degli ideali della Fondazione, dalla IV Edizione;
- Premio Testimoni della Storia per giornalisti che hanno trattato fatti o personaggi storici, dalla IX Edizione;
- Premio Rotta Balcanica, suddiviso in una sezione stampa ed una immagini, dalla XX Edizione.

La quarta edizione del premio si concluse a Trieste il 21 luglio 2007, con la consegna in piazza Unità d'Italia dei riconoscimenti giornalistici nel corso del galà televisivo di Raiuno I Nostri Angeli condotto da Franco Di Mare e Eleonora Daniele.
La sesta edizione fu trasmessa il 18 luglio 2009 da Raiuno, nel corso della trasmissione I Nostri Angeli condotta da Lamberto Sposini con la partecipazione di Massimo Ranieri, Michele Zarrillo e Sebastiano Somma.
La premiazione dei vincitori della settima edizione, nel 2010, avvenne ancora in piazza Unità d'Italia a Trieste il 21 luglio, nel corso della serata I Nostri Angeli, con la conduzione di Lamberto Sposini e la partecipazione di Massimo Ranieri.
Nell'edizione del 2011, l'assegnazione a Giusi Fasano del premio riservato ai giornalisti della carta stampata nazionale fu contestata attraverso una lettera, secondo la quale l'articolo della giornalista aveva ricalcato in gran parte un precedente articolo del Daily Mail, a sua volta ispirato al reportage del giornalista Julian Ryall e pubblicato sul Daily Telegraph. La giuria rispose affermando che la stessa «non ha mai inteso riconoscere una qualche primogenitura nell'articolo di Giusi Fasano, ma semmai la capacità di restituire, anche ai lettori italiani, un caso che ha fatto parlare proprio perché emblematico delle terribili conseguenze di una catastrofe naturale».

## Albo d'oro
| Ed.   | Anno | Premio Luchetta TV                                                        | Premio Luchetta Stampa                                                     | Premio Ota                                                                                | Premio D'Angelo                                           | Premio Hrovatin                                                       | Premio Speciale                                                    | Premio Storia        | Premio Rotta Balcanica                                                              |  |
| ----- | ---- | ------------------------------------------------------------------------- | -------------------------------------------------------------------------- | ----------------------------------------------------------------------------------------- | --------------------------------------------------------- | --------------------------------------------------------------------- | ------------------------------------------------------------------ | -------------------- | ----------------------------------------------------------------------------------- |  |
| I     | 2004 | Pino Scaccia (TV7)                                                        |                                                                            | Claudio Rubino (TG3 Primo Piano)                                                          | Azra Nuhefendić (Il Piccolo)                              | Pep Bonet - Agenzia Grazia Neri (Corriere della Sera)                 |                                                                    |                      |                                                                                     |  |
| II    | 2005 | Giuseppe Bonavolontà (TG3 Primo Piano) e Gabriella Simoni (Studio Aperto) | Francesca Paci (La Stampa)                                                 | Massimo Pinzauti (TG2 Dossier)                                                            | Monica Garcia Prieto (El Mundo)                           | Jim Hollander - ANSA                                                  |                                                                    |                      |                                                                                     |  |
| III   | 2006 | Isabella Schiavone (TV7)                                                  | Paolo Rumiz (La Repubblica)                                                | Marino Macchi (TGR EstOvest)                                                              | Jon Ashworth (The Times)                                  | Robert Knoth - Agenzia Contrasto                                      |                                                                    |                      |                                                                                     |  |
| IV    | 2007 | Sabina Fedeli (Terra!)                                                    | Barbara Schiavulli (L'Espresso)                                            | Silvio Giulietti (TG2) e Fulvio Gorani (TG2 Dossier)                                      | Michael Howard (The Guardian)                             | Yannis Kontos - (Agenzia Grazia Neri)                                 | Ettore Mo                                                          |                      |                                                                                     |  |
| V     | 2008 | Valerio Cataldi (TG2 Dossier)                                             | Stefano Liberti (Ilaria)                                                   | Vincenzo Bonanni e Marco Gobbini (TG2 Dossier)                                            | Clare Dwyer-Hogg (The Observer)                           | Riccardo Venturi - Agenzia Contrasto                                  | Vittorio Zucconi                                                   |                      |                                                                                     |  |
| VI    | 2009 | Nico Piro (TG3 Agenda del mondo)                                          | Attilio Bolzoni (La Repubblica)                                            | Gaetano Nicois (Password, il mondo in casa)                                               | Catherine Philp (The Times)                               | Jerome Delay (AP Internazionale)                                      | Piero Angela                                                       |                      |                                                                                     |  |
| VII   | 2010 | Alfredo Macchi (Mediaset)                                                 | Viviana Mazza (Corriere della Sera)                                        | Roberto Carulli (Rai Sport)                                                               | Nina Lakhani (The Independent)                            | Armando Dadi (freelance)                                              | Dorothée Ollieric (France 2)                                       |                      |                                                                                     |  |
| VIII  | 2011 | Pierre Monegier (France 2)                                                | Giusi Fasano (Corriere della Sera)                                         | Dominique Marotel (France 2)                                                              | Arne Perras (Süddeutsche Zeitung)                         | Monika Bulaj (freelance)                                              | Margherita Hack                                                    |                      |                                                                                     |  |
| IX    | 2012 | Fergal Keane (BBC News)                                                   | Giancarlo Oliani (Gazzetta di Mantova)                                     | Elio Colavolpe (TG3 Agenda del Mondo)                                                     | Josè Miguel Calatayud (freelance)                         | Alessandro Grassani - Agenzia LUZphoto (Alternatives Internationales) | Ernesto Caffo                                                      | Gianni Minà          |                                                                                     |  |
| X     | 2013 | Ian Pannel (BBC News)                                                     | Marzio G. Mian (Corriere della Sera - Io Donna                             | Jean Sébastien Desbordes (France 2)                                                       | Richard Lloyd Parry (The Times)                           | Marco Gualazzini (L'Espresso)                                         | Francesco Tullio Altan                                             | Giovanni Floris      |                                                                                     |  |
| XI    | 2014 | Flavia Paone (TG3)                                                        | Lucia Capuzzi (Avvenire)                                                   | Lucia Goracci (Rai 3)                                                                     | Harriet Sherwood (The Guardian - Weekend Magazine)        | Niclas Hammarström (Aftonbladet)                                      | Simone Cristicchi                                                  | Lilli Gruber         |                                                                                     |  |
| XII   | 2015 | Jonathan Rugman (Channel 4)                                               | Elena Molinari (Avvenire)                                                  | Pablo Trincia (LA7 - AnnoUno)                                                             | Emilie Blachère (Paris Match)                             | JM Lopez (El Pais)                                                    | Giovanna Botteri (Rai)                                             | Ferruccio de Bortoli |                                                                                     |  |
| XIII  | 2016 | Fergal Keane (BBC News)                                                   | Pietro del Re (La Repubblica)                                              | Floriana Bulfon, Cristina Mastrandrea (L'Espresso)                                        | Katrin Bennhold (New York Times)                          | Gjorgji Lichovski - European Pressphoto Agency (Huffington Post)      | Giulio Regeni                                                      | Ezio Mauro           |                                                                                     |  |
| XIV   | 2017 | Lyse Doucet (BBC News)                                                    | Laura Silvia Battaglia (Left)                                              | Valerio Cataldi (TG2 Dossier)                                                             | Tom Parry (Daily Mirror)                                  | Gjorgji Lichovski -European Pressphoto Agency (Huffington Post)       | Mediterranean Hope (Comunità di Sant'Egidio, FCEI, Tavola valdese) | Corrado Formigli     |                                                                                     |  |
| XV    | 2018 | Andrea Oskari Rossini (TGR Est Ovest)                                     | Carmelo Riccotti La Rocca e Martina Chessari (La Sicilia)                  | Marco Fubini e Nadia Toffa (Le Iene)                                                      | Stephanie Hegarty, Vladimir Hernandez (BBC World Service) | Mohammed Badra (The Guardian)                                         | Radio Siani                                                        | Vittorio Zucconi     |                                                                                     |  |
| XVI   | 2019 | Orla Guerin (BBC News)                                                    | Daniele Bellocchio (L'Espresso)                                            | Diego Bianchi (LA7 - Propagandalive)                                                      | Margaux Benn (Le Figaro)                                  | Alessio Romenzi (L'Espresso)                                          | Riccardo Iacona                                                    | Gian Antonio Stella  |                                                                                     |  |
| XVII  | 2020 | Sara Giudice (LA7 - Piazza Pulita)                                        | Nello Scavo (Avvenire)                                                     | Adnan Sarwar (Channel 4)                                                                  | Antonio Pampliega (El Indipendiente)                      | Andrea Frazzetta (New York Times)                                     | Liliana Segre                                                      | Giovanni Minoli      |                                                                                     |  |
| XVIII | 2021 | Giammarco Sicuro (TG2 Storie)                                             | Elena Testi (L'Espresso)                                                   | Emanuela Zuccalà (Open Ddb)                                                               | José Ignacio Martínez Rodríguez (El Pais)                 | Alessio Mamo (The Guardian)                                           | Nico Piro (TG3)                                                    | Maurizio Molinari    |                                                                                     |  |
| XIX   | 2022 | Orla Guerin (BBC News)                                                    | Rita Rapisardi e Federica D'Alessio (Corriere della Sera - La 27esima ora) | Gregorio Romeo, Ambra Orengo e Gabriele Zagni (LA7 - Piazza Pulita)                       | Jason Burke (The Guardian)                                | Sedat Suna - Agenzia EPA (The Guardian)                               | Memorial International                                             | Aldo Cazzullo        |                                                                                     |  |
| XX    | 2023 | Vincenzo Frenda (TG2)                                                     | Elena Bassi (La Repubblica)                                                | Sabrina Carreras, Lisa Iotti, Irene Sicurella e Antonella Bottini (Rai 3 - Presa diretta) | Celine Martelet (Middle East Eyes)                        | Marco Gulazzini (Inside Over)                                         | Andrea Segre                                                       |                      | Linda Caglioni (freelance), Giulia Bosetti ed Eleonora Tundo (Rai3 - Presa diretta) |  |

## Edizioni TV
Sin dalla prima edizione la cerimonia di premiazione viene ripresa e trasmessa su Rai1 con la conduzione dei più noti giornalisti della tv pubblica.
| Edizione | Anno | Conduzione                               |
| -------- | ---- | ---------------------------------------- |
| 1ª       | 2004 | Franco Di Mare e Mara Venier             |
| 2ª       | 2005 | Franco Di Mare e Caterina Balivo         |
| 3ª       | 2006 |                                          |
| 4ª       | 2007 | Franco Di Mare e Eleonora Daniele        |
| 5ª       | 2008 | Rula Jebreal                             |
| 6ª       | 2009 | Lamberto Sposini e Maria Concetta Mattei |
| 7ª       | 2010 | Lamberto Sposini                         |
| 8ª       | 2011 | Gerardo Greco e Maria Concetta Mattei    |
| 9ª       | 2012 | Massimo Giletti                          |
| 10ª      | 2013 | Franco Di Mare e Barbara Carfagna        |
| 11ª      | 2014 | Duilio Giammaria                         |
| 12ª      | 2015 | Alberto Matano                           |
| 13ª      | 2016 | Laura Chimenti                           |
| 14ª      | 2017 | Alessio Zucchini                         |
| 15ª      | 2018 | Alessio Zucchini                         |
| 16ª      | 2019 | Emma D'Aquino                            |
| 17ª      | 2020 | Emma D'Aquino e Giovanna Botteri         |
| 18ª      | 2021 | Emma D'Aquino                            |
| 19ª      | 2022 | Emma D'Aquino                            |
| 20ª      | 2023 | Marinella Chirico                        |
| 21ª      | 2024 | Marinella Chirico                        |